# Ruppiner See
Der Ruppiner See ist ein langgestrecktes Binnengewässer im Landkreis Ostprignitz-Ruppin im Nordwesten des Landes Brandenburg. Der Ruppiner See ist mit einer gestreckten Länge von 14 km der längste See im Land Brandenburg. Seine Oberfläche beträgt 807 ha (8,07 km²), er ist bis zu 26 m tief. Der See wird von Norden nach Süden vom Rhin durchflossen, der ihn in zwei Richtungen verlässt: durch den Wustrauer Rhin nach Südwesten und in den Bützsee nach Südosten. Da der Ruppiner See definitionsgemäß ein Stillgewässer ist, ein Teil des Wassers aus dem Bützsee in die Oberhavel abfließt, das Wasser aus dem Wustrauer Rhin aber etwa 150 Havel-Kilometer flussabwärts in die Havel gelangt, ist der Ruppiner See eine Pseudobifurkation.

## Entstehung
Der Ruppiner See liegt in einer Glazialen Rinne, die in der letzten Eiszeit, der Weichseleiszeit, vor etwa 18.000 Jahren entstand. Nach dem Abschmelzen des Gletschers blieb zunächst Toteis in der Rinne zurück. Erst mit der Erwärmung am Ende der Eiszeit vor etwa 12.000 Jahren, als der Toteisblock schmolz, bildete sich der See.

## Wirtschaftliche Bedeutung
An der Rhinmündung des Nordufers entstanden zwischen dem 10. und 12. Jahrhundert die Slawenburg Ruppin sowie um 1200 die deutsche Burg Ruppin mit der später Alt Ruppin genannten Siedlung. Wenige Jahrzehnte später entstand südwestlich davon Neuruppin. Auch der Mühlenort Altfriesack neben dem  slawischen Wustrau am Südausgang des Sees dürfte zu den ältesten Siedlungen gehören. Rings um den See liegen weitere Dörfer, die heute meist zur Stadt Neuruppin eingemeindet sind.
Neben der strategisch günstigen Lage mitten im slawischen Gebiet und dem Fischreichtum des Sees bestimmte auch die Versorgung mit Floßholz über den Rhin die Bedeutung des Sees. Ein wesentlicher wirtschaftlicher Aufschwung wurde mit der Fertigstellung des Ruppiner Kanals erreicht, der den Ruppiner See seit 1788 mit der Havel und somit auch mit Berlin verbindet.
Seit 1898 durchschneidet ein 520 m langer Bahndamm (Strecke Kremmen–Wittstock) 2,5 Kilometer vom Nordufer entfernt den See in Ost-West-Richtung.
Das Bauwerk wurde im Frühjahr 2021 saniert.
Der Ruppiner See ist Bestandteil der Ruppiner Wasserstraße.
Der Ruppiner See ist das Wasserreservoir für das Rhinluch. Bis Anfang Mai wird das Frühjahrs-Niederschlagswasser aufgestaut; danach wird bedarfsorientiert über die Schleuse Alt Friesack Wasser ins Rhinluch abgegeben. Ohne diese Maßnahme würde die dortige Niedermoorlandschaft austrocknen. Die Gratwanderung zwischen Absenkung des Seespiegels und Wasserbedarf im Rhinluch ist Konfliktpotential zwischen See- und Luchanrainern.